# 法属喀麦隆
法属喀麦隆（法語：Cameroun）是法国在西非的國際聯盟託管地，大部分地区形成了现今的喀麦隆共和国。
这一地区最早是争夺非洲时代（1876年到1912年）德国的保护国。德国人从1884年到1916年在大西洋沿岸建立他们的保护地，并且沿用喀麦隆这一名字。德国人统治时期一直致力于开发这个地区，并把指名地的疆域扩大到了乍得边陲（新喀麦隆）。
在第一次世界大战中德国因战败而失去了对喀麦隆的统治权，转而被英国和法国瓜分。1922年在國際聯盟的裁判下，喀麦隆被分成了英属喀麦隆（又称西喀麦隆）和法属喀麦隆（又称东喀麦隆）。第二次世界大战之后，原有的两地区都成为了联合国托管地。
1960年1月，法屬喀麦隆成為独立的喀麦隆共和国。随后在1961年10月，與英属喀麦隆的南部地區合併為「喀麦隆联邦共和国」，而英属喀麦隆的北部穆斯林地区则在同年5月选择了加入尼日利亚。